# 戈亚斯州圣巴巴拉
戈亚斯州圣巴巴拉（葡萄牙語：Santa Bárbara de Goiás）是巴西戈亚斯州的一个市镇。总面积139.598平方公里，总人口5737人，人口密度41.1人/平方公里。